# Buttsole
Buttsole est un village anglais situé dans le Kent.